# Eartha Kitt
Eartha Mae Kitt (n. 17 ianuarie 1927 – d. 25 decembrie 2008) a fost o actriță americană de film și televiziune. Era cunoscută pentru vocea distinctă și melodiile sale populare din 1953, „C'est si bon” și „Santa Baby”. Ambele cântece au ajuns în top 10 în clasamentul Billboard Hot 100. Orson Welles a numit-o „cea mai incitantă femeie din lume”.
Carierea lui Kitt începe în 1942, când apare pe Broadway în musicalul Carib Song. În anii '50, a avut șase hituri în top 30, inclusiv melodiile Uska dara și I Want to Be Evil. Alte înregistrări de top 10 în Regatul Unit includ melodiile Under the Bridges of Paris (1954), Just an Old Fashioned Girl (1956), Where is My Man (1983). Apare în serialul de televiziune Batman în al treilea și ultimul sezon, interpretând rolul lui Catwoman.
În 1968, cariera sa suferă după niște serie de remarci făcute la Casa Albă împotriva Războiului din Vietnam. Zece ani mai târziu, se întoarce cu succes pe Broadway în producția din 1978 a musicalului Timbuktu!, pentru care a primit una dintre cele două nominalizări ale sale la Premiile Tony. A doua a fost pentru musicalul The Wild Party. Kitt a scris și publicat trei autobiografii.
În 2000, Kitt este prezentată unei noi generații de fani datorită filmului animat Împăratul Vrăjit în care joacă rolul lui Yzma.

## Biografie

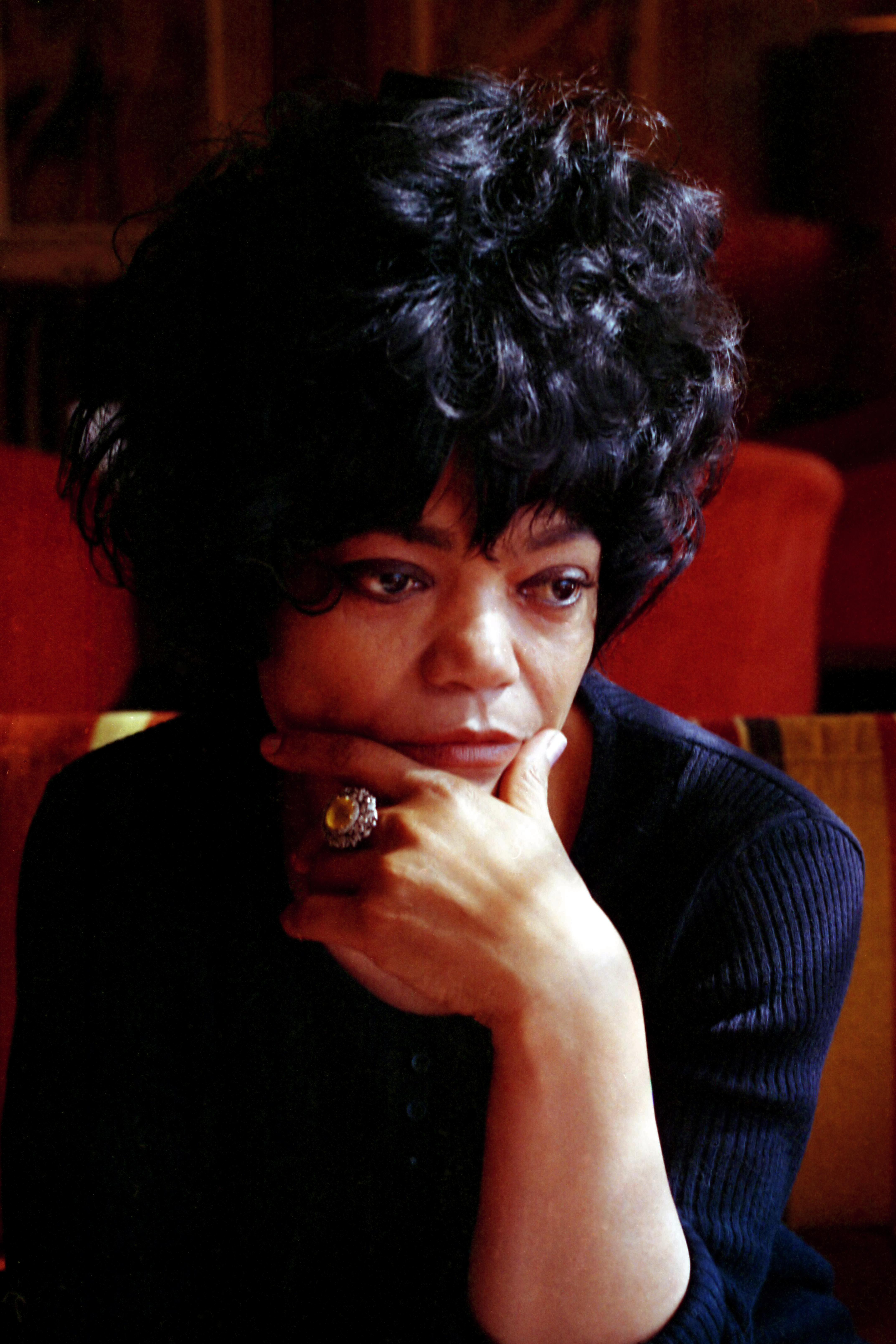
Eartha Kitt în Londra, 1973

Eartha Mae Kitt s-a născut pe 17 ianuarie 1927, pe o plantație de bumbac din statul american South Carolina. Mama sa, Annie Mae Keith, era de origini africane și amerindiene. Se crede că tatăl lui Kitt era deținătorul fermei unde s-a născut, ea fiind rezultatul unui viol. A fost abuzată în copilărie. După moartea mamei sale, trăiește alături de o rudă în Harlem, New York City și învață la Metropolitan Vocational High School.
Kitt și-a început cariera ca parte a trupei lui Katherine Dunham în 1943 și a rămas membră a formației artistice până în 1948. O voce și o prezență distinctă, a înregistrat hiturile „Let's Do It”, „Champagne Taste”, „C'est si bon”, „Just an Old Fashioned Girl”, „Monotonous”, „Je cherche un homme”, „Love for Sale”, „I'd Rather Be Burned as a Witch”, „Kâtibim” (melodie turcească), „Mink, Schmink”, „Under the Bridges of Paris” și cel mai mare hit al său, „Santa Baby”, lansat în 1953. Datorită anilor petrecuți cântând prin Europa, stilul lui Kitt se îmbogățește și devine fluentă în franceză. Vorbea patru limbi (engleză, franceză, germană și olandeză) și cânta în unsprezece, ca dovadă stând filmările multora dintre prestațiile sale de pe scenă. Diana Ross a afirmat că, în calitate de membră a formației The Supremes, și-a format mult look-ul și stilul după cel al lui Kitt.
În 1950, Orson Welles i-a oferit lui Kitt primul său rol de film, interpretând-o pe Elena din Troia în pelicula Dr. Faustus. Deși s-a speculat că Welles și Kitt aveau o relație amoroasă, Kitt răspunde zvonurilor în 2001, declarând revistei Vanity Fair: „Nu am făcut niciodată sex cu Orson Welles”. Kitt a adăugat: „A fost o relație de colegialitate și nimic altceva”. Alte filme ale sale din anii '50 sunt The Mark of the Hawk (1957), St. Louis Blues (1958) și Anna Lucasta (1958).
În 1960, Kitt primește o stea pe Hollywood Walk of Fame.
În ianuarie 1961, pe când președintele Statelor Unite era Lyndon B. Johnson, Eartha Kitt se confruntă cu un regres profesional major după ce face câteva remarci anti-război în timpul unui dejun oficial la Casa Albă. Kitt a fost întrebată despre Războiul din Vietnam de către prima doamnă Lady Bird Johnson. Kitt a răspuns: „Îi trimiteți pe cei mai buni ai țării să fie împușcați și schilodiți. Nu e de mirare că lumea se revoltă și se droghează”. După o sesiune de întrebări, răspunsurile lui Kitt o fac pe Lady Bird Johnson să bufnească în plâns. După acest incident, Eartha Kitt este sabotată și trecută pe lista neagră a CIA, care încearcă să o defăimeze. Se întocmește un dosar ce conținea detalii despre viața sa sexuală, istoria familială și comentarii negative aduse de anumiți colegi de breaslă. Cariera sa în Statele Unite este încheiată brusc, iar ea își planifică următoarele concerte în Europa și Asia.   
Kitt se căsătorește cu asociatul John William McDonald în data de 9 iunie 1960. Împreună cei doi au o fată pe nume Kitt McDonald, născută pe 26 noiembrie 1961. Cei doi au divorțat în 1965. Kitt a locuit o perioadă lungă de timp în statul Connecticut, unde era activă în organizații caritabile locale.    
Eartha Kitt moare pe 25 decembrie 2008 de cancer de colon, cu trei săptămâni înainte de a împlini 82 de ani.

## Filmografie

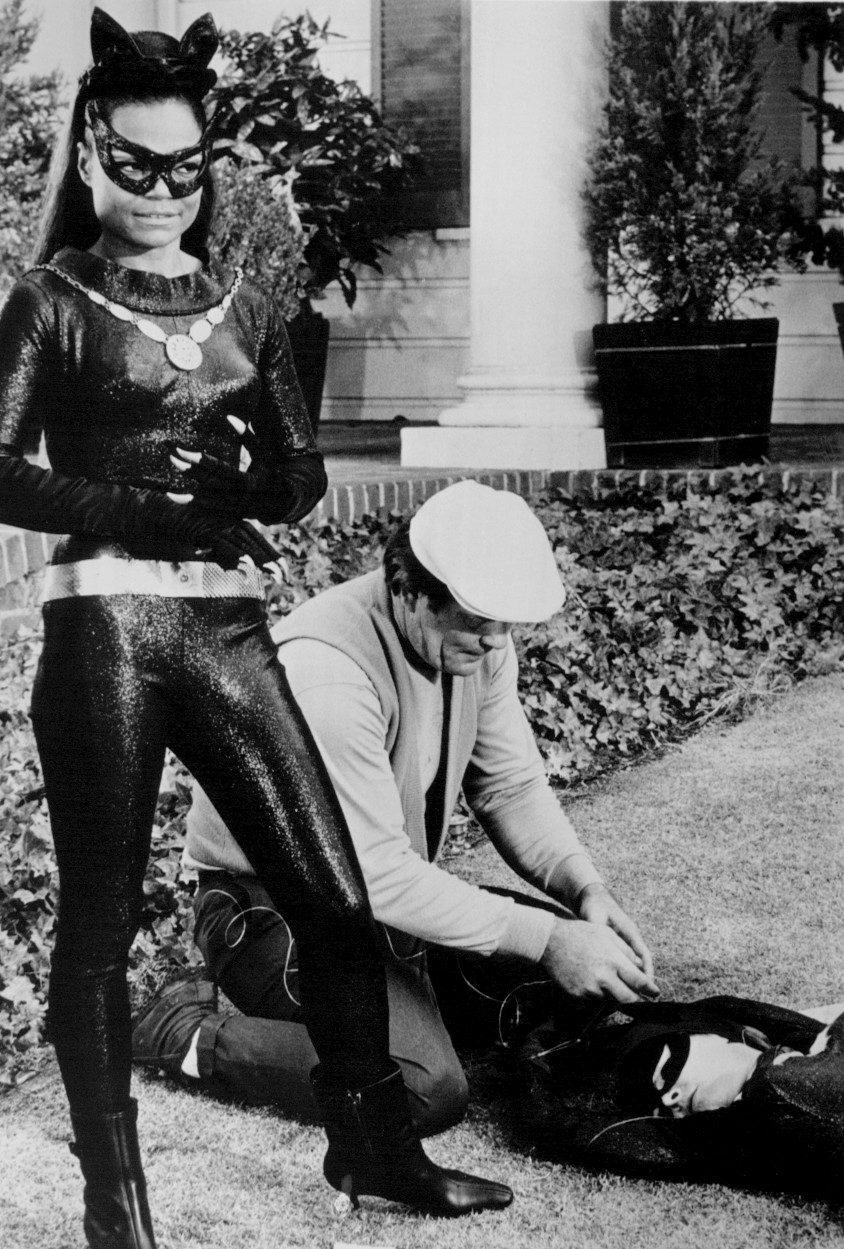
Eartha Kitt în rolul lui Catwoman (Batman), 1967

### Filme
- 1948 - Casbah
- 1951 - Parigi è sempre Parigi
- 1954 - New Faces
- 1957 - The Mark of the Hawk
- 1958 - St. Louis Blues
- 1958 - Anna Lucasta
- 1961 - Saint of Devil's Island
- 1965 - Uncle Tom's Cabin
- 1965 - Synanon
- 1971 - Up the Chastity Belt
- 1975 - Friday Foster
- 1979 - Butterflies in Heat
- 1985 - The Serpent Warriors
- 1987 - Master of Dragonard Hill
- 1987 - Dragonard
- 1987 - The Pink Chiquitas
- 1989 - Eric the Viking
- 1990 - Living Doll
- 1991 - Ernest Scared Stupid
- 1992 - Boomerang
- 1993 - Fatal Instinct
- 1996 - Harriet the Spy
- 1997 - Ill Gotten Gains
- 1998 - I Woke Up Early the Day I Died
- 1998 - The Jungle Book: Mowgli's Story
- 2000 - Împăratul Vrăjit (voce)
- 2002 - Anything But Love
- 2003 - Holes
- 2005 - Preaching to the Choir
- 2005 - Noua viață a lui Kronk (voce)
- 2007 - And Then Came Love

### Seriale TV
- 1965 - I Spy
- 1967 - Mission: Impossible
- 1967-1968 - Batman
- 1974 - The Protectors
- 1978 - Police Woman
- 1978 - To Kill a Cop
- 1985 - Miami Vice
- 1993 - Jack's Place
- 1993 - Matrix
- 1995 - Autobuzul Magic (voce)
- 1995 - New York Undercover
- 1995 - Living single
- 2005 - Viața mea de tânăr robot (voce)
- 2006-2008 - Noua școală a împăratului (voce)